# Pseudosphex laticincta
Pseudosphex laticincta är en fjärilsart som beskrevs av George Francis Hampson 1898. Pseudosphex laticincta ingår i släktet Pseudosphex och familjen björnspinnare. Inga underarter finns listade.